# Marina Lisogor
Maryna Oleksandrivna Lisogor (en ukrainien : Марина Oлександрiвна Лисогор), née le 11 mai 1983 à Tchernihiv, est une fondeuse ukrainienne. 

## Biographie
Sa première et seule sélection en championnat du monde a lieu en 2005 à Oberstdorf, se classant 43e du sprint classique et treizième du sprint par équipes. Elle fait ses débuts dans la Coupe du monde en octobre 2006 à Düsseldorf, lieu même où elle signe son meilleur résultat en 2009 (33e) du sprint. Elle compte seulement cinq départs dans cette compétition.
Son plus grand succès international date de 2009 et de l'Universiade, où elle remporte la médaille d'argent au relais et la médaille de bronze sur le sprint.
Elle a participé aux Jeux olympiques d'hiver en 2006 à Turin, terminant 43e du sprint individuel et 16e du sprint par équipes et en 2014 à Sotchi, où elle a été contrôle positive à la trimétazidine et a donc été exclue des Jeux. Il s'agit de sa dernière compétition internationale.

## Palmarès

### Jeux olympiques d'hiver
| Épreuve / Édition | Sprint | Sprint                           | 10 km                            | 10 km     | Poursuite Skiathlon 2 × 7,5 km | 30 km   | Relais | Relais   |
| Épreuve / Édition | libre  | classique                        | libre                            | classique | Poursuite Skiathlon 2 × 7,5 km | 30 km   | Sprint | 4 × 5 km |
| JO 2006 Turin     | 43e    | Épreuve inexistante à cette date | Épreuve inexistante à cette date | -         | -                              | Abandon | 16e    | -        |
| JO 2014 Sotchi    | 57e    | Épreuve inexistante à cette date | Épreuve inexistante à cette date | 55e       | -                              | -       | DNS    | -        |

Légende :
- : pas d'épreuve
- — :  Épreuve non disputée par Lisogor
- DNS : inscrite, mais pas au départ

### Championnats du monde
| Épreuve / Édition        | Sprint                           | Sprint    | 10 km | 10 km                            | Poursuite Skiathlon 2 × 7,5 km | 30 km | Relais | Relais   |
| Épreuve / Édition        | libre                            | classique | libre | classique                        | Poursuite Skiathlon 2 × 7,5 km | 30 km | Sprint | 4 × 5 km |
| Mondiaux 2005 Oberstdorf | Épreuve inexistante à cette date | 43e       | -     | Épreuve inexistante à cette date | -                              | -     | 13e    | -        |

### Universiades
- Médaille d'argent sur le relais en 2009 à Yabuli.
- Médaille de bronze sur le sprint libre en 2019.

### Championnats du monde de rollerski
- Piglio 2009 :
  -  Médaille de bronze sur le relais.
- Bad Peterstal 2013 :
  -  Médaille de bronze sur le sprint par équipes.

### Coupe d'Europe de l'Est
- 4 podiums, dont 2 victoires.